# Zvonek český
Zvonek český (Campanula bohemica), poměrně nízká bylina s fialově modrými květy, je ohroženým druhem rodu zvonek jehož taxonomické pojetí se v průběhu historie často měnilo. V roce 1819 jej bratři Preslové (Jan Svatopluk Presl a Karel Bořivoj Presl) určili jako Campanula linifolia auct. non Haenke a roku 1840 ho označil Franz Elfried Wimmer jako Campanula rotundifolia var.grandiflora. Následně roku 1930 rostlině dal Johan Hruby jméno Campanula bohemica a v roce 1953 ji přejmenoval Josef Šourek na Campanula corcontica. Dnes je platné pojmenování Campanula bohemica Hruby.

## Výskyt
Je endemitem Krkonoš, vyskytuje se nevelkém území nacházejícím se na české i polské straně nejvyššího českého pohoří v montánním až subalpínském vegetačním stupni. Roste na horských loukách, v přirozených alpínských trávnících nad horní hranicí lesa a v ledovcových karech, vzácně i v porostech kosodřeviny. Nejvíce mu vyhovují stanoviště dobře osluněná s vlhčí a živinami středně zásobenou půdou. Často se nachází v lemech horských cest a v okolí horských chat. Nejnižší jeho lokalita je Harrachov-Rýžoviště (cca 760 m n. m.) a nejvyšší leží na Sněžce (cca 1600 m n. m.).

## Ohrožení
Tento druh byl v minulosti v Krkonoších hojný, dnes je na ústupu. Zaniklo několik lokalit s jeho stabilním výskytem z důvodů stavební činnosti a hlavně zásadní změny v obhospodařování krajiny. Po ukončení běžného, extenzivního využívání luk došlo k jejich zarůstáním náletovými dřevinami nebo k eutrofizaci. Zatím spíše potenciálním rizikem je možnost křížení se zvonkem okrouhlolistým. Jedna taková hybridní populace, pojmenována Campanula ×pilousii, již byla objevena v Obřím dolu.
Téměř všechny jeho lokality leží na území Krkonošského národního parku, ve vyšších polohách jsou součásti prvé, nepřísněji chráněné zóny. Postupně se uvádějí do života procesy, které mají vrátit krajinu do stavu před devastaci v posledním půlstoletí. Louky na kterých roste jsou jednou ročně sečeny a postupně se na ně zavádí chov ovcí, které mimo spásání konkurenčních rostlin mělkým narušováním povrchu půdy usnadňují růst nových semenáčků.
Zvonek český je vyhláškou MŽP ČR č. 395/1992 Sb ve znění vyhlášky č. 175/2006 Sb. stejně jako "Černým a červeným seznamem cévnatých rostlin ČR z roku 2000" zařazen do kategorie ohrožený druh (EN).

## Popis
Vytrvalá rostlina vytvářející řídké trsy vzpřímených až vystoupavých lodyh dorůstajících do výšky 15 až 25 cm, ojediněle až 40 cm. Spíš nevětvené lodyhy vyrůstající z tenkého, rozvětveného kořene s plazivým mnohohlavým oddenkem jsou tuhé, ve spodní části hranaté a na hranách krátce brvité. Těsně nad zemí vyrůstají z kořenů přízemní listy které jmají dlouhé řapíky a čepele okrouhle srdčité, někdy vroubkované a jindy celokrajné a v době kvetení již zpravidla usychají. Dolní listy květných lodyh vyrůstající hustě nahloučené a jsou řapíkaté s čepelemi úzce podlouhlými až úzce kopinatými tupě zakončenými, celokrajnými až pilovitými, u báze brvitými. Střední a horní listy, úzkými bázemi k lodyze přisedající, mají celokrajné čepele úzce až čárkovitě kopinaté a směrem k vrcholu lodyhy se šíře čepelí ještě zužují.
Oboupohlavné, robustní pětičetné nící květy vyrůstají jednotlivě nebo jsou sestaveny po dvou až pěti do chudého květenství hroznu, bývají vzpřímené nebo obloukovitě skloněné. Dolní květy mají stopky dlouhé, horní o poznání kratší.Vytrvalé kališní lístky jsou rozestálé, rovné až nazpět zahnuté, trojúhelníkovitě kopinaté a dosahují okolo 1/3 délky zvonkovité až trubkovité koruny. Ta bývá dlouhá 16 až 25 mm a její rozestálé korunní lístky jsou barvy fialově modré. Pět volných, vespod ztloustlých tyčinek má prašníky které jsou o málo delší než nitky. Spodní semeník je lysý a vystupuje z něj čnělka s trojlaločnou bliznou, na semeníku jsou nektaria. Opylení zajišťuje hmyz, proti samoopylení jsou květy chráněny protandrií (pyl uzrává dřív než vajíčka). Vykvétá od července do srpna, vzácně i v září.
Plodem je podlouhle kuželovitá blanitá, svěšená tobolka, obalena vytrvalým kalichem, o délce 6 až 8 mm a otvírající se třemi děrami u báze. Obsahuje semena elipsoidního tvaru 0,8 až 1,0 mm dlouhá o hmotnosti 0,05 g dosahující za příznivých podmínek až 70 % klíčivosti
Zvonek český lze lehce zaměnit za zvonek okrouhlolistý (Campanula rotundifolia) od kterého se odlišuje větším vzrůstem i většími květy a širšími a kratšími lodyžními listy.